# Figgehn
Figgehn Idestål, född Fredrik Idestål 22 oktober 1984 i Axberg i Örebro kommun, död 16 augusti 2024 i Örebro, var en svensk youtubare. Hans videor var främst inom datorspel/underhållning.
Idestål avled i cancer, 39 år gammal och begravdes den 13 september 2024 i en öppen begravning, vilken var hans sista önskan.

## Priser och utmärkelser
| År   | Pris         | Kategori            | Resultat |
| ---- | ------------ | ------------------- | -------- |
| 2014 | McDonald's   | MyBurger            | Vann     |
| 2016 | Eurogamer.se | Årets Youtuber 2015 | Vann     |